# Ciénagas
Ciénagas es un barrio ubicado en el municipio de Camuy en el Estado Libre Asociado de Puerto Rico. En el Censo de 2010 tenía una población de 1554 habitantes y una densidad poblacional de 206,26 personas por km².

## Geografía
Ciénagas se encuentra ubicado en las coordenadas 18°26′21″N 66°51′59″O / 18.43917, -66.86639. Según la Oficina del Censo de los Estados Unidos, Ciénagas tiene una superficie total de 7.53 km², que corresponden a tierra firme.

## Demografía
Según el censo de 2010, había 1554 personas residiendo en Ciénagas. La densidad de población era de 206,26 hab./km². De los 1554 habitantes, Ciénagas estaba compuesto por el 81.79% blancos, el 5.47% eran afroamericanos, el 0.39% eran amerindios, el 0.06% eran asiáticos, el 10.75% eran de otras razas y el 1.54% pertenecían a dos o más razas. Del total de la población el 99.74% eran hispanos o latinos de cualquier raza.